# 鹅贡市
鹅贡市（越南语：／）是越南前江省下辖的一個省辖市。

## 地理
鹅贡市东接鹅贡东县，西接鹅贡西县，南接鹅贡东县和鹅贡西县，北接隆安省芹𱤰县，西北接隆安省周城县。

## 历史
1976年2月，鹅贡市社隶属前江省管辖。
1977年3月26日，鹅贡市社降格为鹅贡市镇，划归鹅贡县管辖。
1979年4月13日，鹅贡县分设为鹅贡东县和鹅贡西县；鹅贡市镇、新东社、平谊社、新中社、平东社、平春社划归鹅贡东县管辖，安良社、成功社划归鹅贡西县管辖。
1987年2月16日，以鹅贡东县鹅贡市镇1市镇、新东社、平谊社2社部分区域和鹅贡西县安良社、成功社2社部分区域析置鹅贡市社；鹅贡市社下辖第一坊、第二坊、隆政社、隆和社、隆兴社、隆顺社2坊4社。
1994年6月23日，隆兴社析置第三坊，隆政社析置第四坊。
2003年12月9日，隆和社析置第五坊。
2008年1月21日，鹅贡东县平东社、平春社和新中社3社和鹅贡西县成功社部分区域划归鹅贡市社管辖；成功部分区域划归平春社管辖。
2017年4月14日，鹅贡市社被评定为三级城市。
2024年3月19日，越南国会常务委员会通过决议，自2024年5月1日起，鹅贡市社改制为鹅贡市，第四坊并入第一坊，第三坊并入第二坊，隆政社改制为隆政坊，隆和社改制为隆和坊，隆兴社改制为隆兴坊，隆顺社改制为隆顺坊。

## 行政区划
鹅贡市下辖7坊3社，市人民委员会位于第二坊。
- 第一坊（Phường 1）
- 第二坊（Phường 2）
- 第五坊（Phường 5）
- 隆政坊（Phường Long Chánh）
- 隆和坊（Phường Long Hòa）
- 隆兴坊（Phường Long Hưng）
- 隆顺坊（Phường Long Thuận）
- 平东社（Xã Bình Đông）
- 平春社（Xã Bình Xuân）
- 新中社（Xã Tân Trung）